# Flesh Eating Mothers
Flesh Eating Mothers é um filme americano de 1988 de terror e humor negro.

## Sinopse
Homem infiel à esposa espalha epidemia de doença venérea que transforma as mulheres em canibais vorazes.

## Elenco
- Robert Lee Oliver .... Jeff Nathan
- Donatella Hecht .... Linda Douglas
- Neal Rosen .... Rinaldi Vivaldo
- Valorie Hubbard .... Joyce Shepard
- Terry Hayes .... Timmy Nolan
- Katherine Mayfield .... Sylvia Douglas
- Suzanne Ehrlich .... Rita Vivaldo
- Louis Homyak .... Roddy Douglas
- Ken Eaton .... Commissioner Dixon
- Alley Ninestein .... Mrs. Shepard
- Michael Fuer .... Dr. Lee Grouly
- Mickey Ross .... Cylde McDormick
- Grace Pettijohn .... Booty Bernett
- Tony DeRiso .... Frankie Lemmonjello
- Marie Michaels .... Lous McDormick
- Morty Kleidermacher .... Officer Hitchcock
- Carolyn Gratsch .... Felicia Dodd
- Grace Gawthrop .... Mrs. Nathan
- Allen Lewis Rickman .... Dr. Bass
- Lori Gustafson .... Elisa Dixon
- Douglas James .... Johnny Nolan
- Ginger Anselmo .... Mrs. Olson
- John Daniels .... Mr. Nathan